# Nicolas Deschamps
Nicolas Deschamps (* 6. Januar 1990 in LaSalle, Québec) ist ein kanadischer Eishockeyspieler, der seit Mai 2021 bei den Brûleurs de Loups de Grenoble aus der französischen Ligue Magnus unter Vertrag steht und dort auf der Position des linken Flügelstürmers spielt. Zuvor war Deschamps bereits für die Dragons de Rouen in der Ligue Magnus aktiv, mit denen er in den 2018 und 2021 ebenso die französische Meisterschaft gewann wie im Jahr 2022 mit Grenoble. Darüber hinaus absolvierte er annähernd 320 Partien in der American Hockey League (AHL) und stand in drei Begegnungen für die Washington Capitals in der National Hockey League (NHL) auf dem Eis.

## Karriere

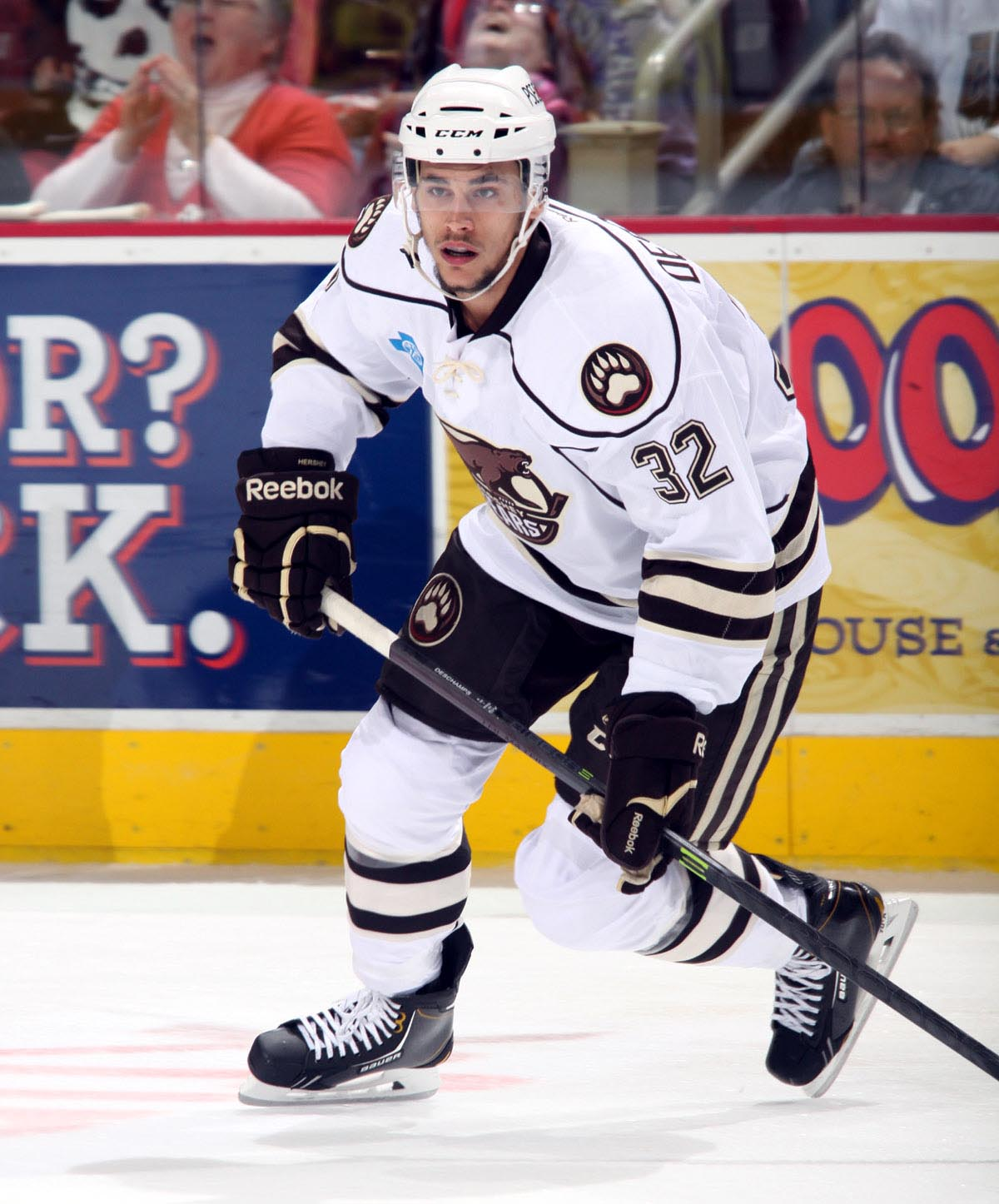
Deschamps im Trikot der Hershey Bears (2013)

Nicolas Deschamps begann seine Karriere in der Saison 2007/08 bei den Saguenéens de Chicoutimi in der kanadischen Juniorenliga Ligue de hockey junior majeur du Québec (LHJMQ). Dort wurde er mit der Trophée Michel Bergeron als bester Neuling unter den Offensivspielern der Liga ausgezeichnet. Nachdem der Stürmer in der Spielzeit 2008/09 in 69 Spielen ebenso viele Scorerpunkte für Chicoutimi gesammelt hatte, absolvierte er gegen Saisonende zwei Partien bei den Iowa Chops in der American Hockey League (AHL). Die Chops waren das Farmteam der Anaheim Ducks aus der National Hockey League, die ihn im NHL Entry Draft 2008 in der zweiten Runde an 35. Stelle ausgewählt hatten. Die Saison 2009/10 begann er erneut bei Chicoutimi, wechselte jedoch nach 31 Spielen im Dezember 2009 zum Ligakonkurrenten Moncton Wildcats, mit dem er die Meisterschaft der Liga in Form der Coupe du Président gewann.
Mit dem Sprung in den Profibereich stand Deschamps zum Beginn der Saison 2010/11 für Anaheims neuen AHL-Kooperationspartner Syracuse Crunch auf dem Eis. Im Januar 2012 war der Stürmer erstmals Teil eines Transfergeschäfts, als er im Tausch für Luca Caputi an die Toronto Maple Leafs abgegeben wurde. Der Sprung in den NHL-Kader blieb ihm dort aber auch verwehrt und er kam bis März 2013 ausschließlich für deren Farmteam Toronto Marlies in der AHL zu Einsätzen. Durch einen erneuten Tauschhandel – diesmal gegen Kevin Marshall – stand Deschamps ab März 2013 bei den Washington Capitals unter Vertrag, für die er im Verlauf der Saison 2013/14 seinen einzigen drei Einsätze in der NHL bestritt. Die restliche Zeit stand der Angreifer für die Hershey Bears in der AHL auf dem Eis.
Im Juli 2014 wechselte der als Free Agent geltende Franko-Kanadier zu Oulun Kärpät in die finnische Liiga. Dort absolvierte er acht Spiele in der in der höchsten Spielklasse des Landes und kam viermal in der Champions Hockey League zum Einsatz. Nachdem der Angreifer die in ihn gesetzten Erwartungen jedoch nicht erfüllen konnte, wurde der Vertrag aufgelöst. Daraufhin wechselte er bereits Ende Oktober 2014 zu den Straubing Tigers in die Deutsche Eishockey Liga (DEL), bei denen er einen Vertrag über zwei Monate erhielt. Anschließend wechselte Deschamps im Dezember 2014 zu den Vienna Capitals aus der österreichischen Erste Bank Eishockey Liga (EBEL), wo sein Kontrakt im Februar 2015 nach nur zehn Partien in beiderseitigem Einvernehmen aufgelöst wurde und er daraufhin nach Nordamerika zurückkehrte. Anschließend lief der Linksschütze für die Syracuse Crunch in der AHL auf, absolvierte aber bis zum Ende der Spielzeit auch zahlreiche Partien für das Farmteam Florida Everblades in die drittklassigen ECHL.
Im Sommer 2015 entschied sich der Kanadier für einen erneuten Wechsel nach Europa und stand ab Beginn der Saison 2015/16 für den IK Oskarshamn in der zweitklassigen schwedischen HockeyAllsvenskan auf dem Eis. Nach zwei Spielzeiten in Schweden wechselte Deschamps zur Spielzeit 2017/18 in die französische Ligue Magnus zu den Dragons de Rouen. Dort erlebte Deschamps in den folgenden vier Jahren eine äußerst erfolgreiche Zeit, wobei er mit Rouen zweimal Französischer Meister wurde und 2021 die Trophée Charles Ramsey als bester Scorer der Liga erhielt. Im Anschluss zog es den Stürmer innerhalb Frankreichs zu den Brûleurs de Loups de Grenoble, mit denen er 2022 seine insgesamt dritte französische Meisterschaft gewann. Außerdem war Deschamps im Spieljahr 2021/22 erfolgreichster Vorlagengeber der Ligue Magnus und nach Damien Fleury zweitbester Scorer der Liga. Ebenso sicherte er sich mit Grenoble in den Jahren 2023 und 2024 jeweils die Coupe de France.

### International
Mit der kanadischen U18-Nationalmannschaft nahm Deschamps an der U18-Junioren-Weltmeisterschaft 2008 im russischen Kasan teil, bei der die Kanadier die Goldmedaille gewannen. In sieben Turnierspielen steuerte der Stürmer drei Tore zum Titelgewinn bei.

## Erfolge und Auszeichnungen
| - 2008 Trophée Michel Bergeron - 2008 LHJMQ All-Rookie Team - 2008 CHL All-Rookie Team - 2010 Coupe-du-Président-Gewinn mit den Moncton Wildcats - 2010 LHJMQ Second All-Star Team - 2018 Französischer Meister mit den Dragons de Rouen - 2019 Französischer Vizemeister mit den Dragons de Rouen | - 2021 Französischer Meister mit den Dragons de Rouen - 2021 Trophée Charles Ramsey - 2022 Französischer Meister mit den Brûleurs de Loups de Grenoble - 2022 Bester Vorlagengeber der Ligue-Magnus-Hauptrunde - 2023 Coupe-de-France-Gewinn mit den Brûleurs de Loups de Grenoble - 2023 Französischer Vizemeister mit den Brûleurs de Loups de Grenoble - 2024 Coupe-de-France-Gewinn mit den Brûleurs de Loups de Grenoble |

### International
- 2008 Goldmedaille bei der U18-Junioren-Weltmeisterschaft

## Karrierestatistik

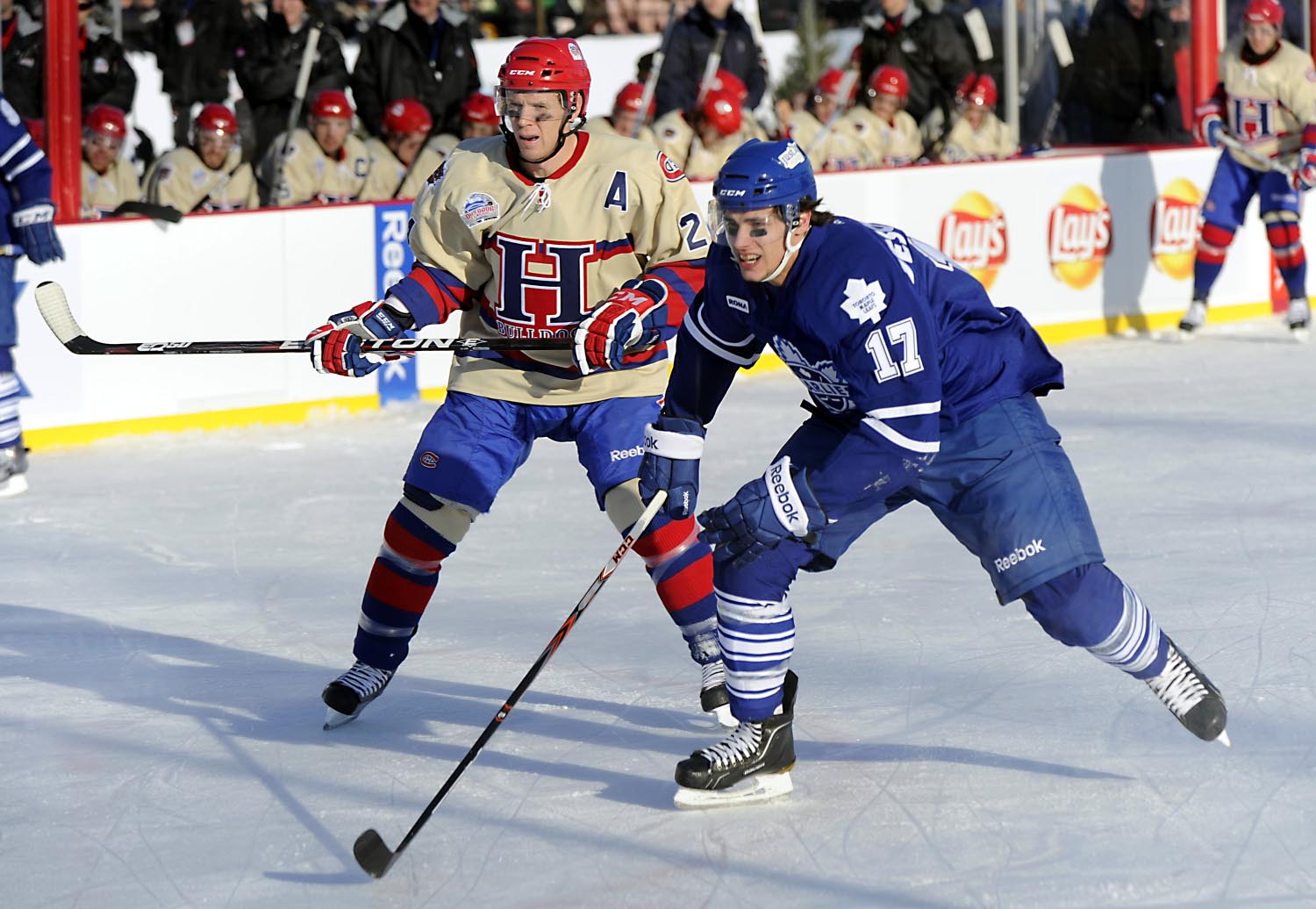
Deschamps (rechts) im Einsatz für die Toronto Marlies (2012)

Stand: Ende der Saison 2023/24

### International
Vertrat Kanada bei:
- U18-Junioren-Weltmeisterschaft 2008

(Legende zur Spielerstatistik: Sp oder GP = absolvierte Spiele; T oder G = erzielte Tore; V oder A = erzielte Assists; Pkt oder Pts = erzielte Scorerpunkte; SM oder PIM = erhaltene Strafminuten; +/− = Plus/Minus-Bilanz; PP = erzielte Überzahltore; SH = erzielte Unterzahltore; GW = erzielte Siegtore; 1 Play-downs/Relegation; Kursiv: Statistik nicht vollständig)